# 結城杏奈
結城 杏奈（ゆうき あんな、1980年12月21日 - ）は、日本の元AV女優。
東京都出身。血液型はO型。身長は157cm。スリーサイズはバスト85cm・ウエスト57cm・ヒップ88cm。

## 略歴
台湾で日本人家庭の子供として生まれる。幼い頃に父親が借金を残して蒸発したのを機に日本に帰国し、看護師の母親の手で八人兄弟の母子家庭で借金に追われて日本の各地を転々として育ちホームレス生活をしたこともある。
2000年にAVデビュー。

## 出演

### アダルトビデオ
2000年
- ザ・カメラテスト ステキなピンク乳首の新人ギャル大集合（7月21日、アテナ映像）他出演:麻矢、舞子、奈々、理央、ゆうか
- THE CLITRIX (セル)/スーパード淫乱BATTLEムービー (レンタル)/（7月21日 (セル)/12月31日 (レンタル)、KUKI）共演:泉星香
- スケベッ娘FILE　XXXXX! そして5人のオンナの子（8月10日、SHY）他出演:白崎まりえ、秋山さやか、春野すみれ
- コギャルシャワー 28発射（9月21日、エクストリーム）
- 中出し 結城安奈（12月3日、桃太郎映像出版）
- レズ天国 Finger Love Vol.10（12月31日、KUKI）他出演4名

2001年
- 360度騎乗位SEX（1月10日、ハムレット）共演:新田彩、坂口華奈、葉月ありさ
- ナンパハメ撮り（6月15日、ラブ ジュース）
- ROX GIRL COLLECTION 4（9月1日、桃太郎映像）他5名出演
- 男は60分手コキにガマンできるのか!?シリーズ（10月6日、SODクリエイト）他7名出演
- 濡れ女優（11月1日、ワンズファクトリー）
- コスプレ美少女 ヴァーチャルアニメーション（11月9日、GLAY'z）
- 超-股間のアングル（12月1日、ワンズファクトリー）
- 秘密の快感アナルSEX（12月7日、ワイルドサイド）
- スクエア・フェイス（12月19日、ドリームクリエイト DFAL-02）
- ママ… 2（12月28日、VIP）オムニバス作品

2002年
- レイプ 姦魔輪姦 捕われた女泥棒（1月18日、フジワラ商事）
- しようよっ!（1月18日、VIP）他出演:泉星香、坂上友香、山口玲子、梶原まゆ、須田琴美
- THE BEST リップシャワースペシャル 3（1月23日、ワープエンタテインメント）他多数出演
- メイク・ラブ 結城杏奈（1月25日、KUKI）
- 裸の季節モニュメント 2 私の中のもう一人の私…（1月29日、マックス・エー）他出演:うさみ恭香、黒沢まりあ
- 痴まみれFUCK（1月31日、トライハートコーポレーション）
- 赤い絶頂（3月15日、レイジングカンパニー）
- 結城杏奈の変態コスプレランド（4月19日、メディアバンク）
- 結城杏奈のあんなことも?こんなことも!（6月20日、ホットエンターテイメント）
- プチ露出 Disc.4（6月21日、ナチュラルハイ）
- 危険な女子校生 通学電車は痴漢がいっぱい 完全版（8月10日、ホットエンターテイメント）他多数共演
- My Fairy（8月10日、ホットエンターテイメント）他出演:澤宮有希、長谷川留美子
- 清水大敬作品集（8月15日、MOODYZ）他多数出演
- 犯された女たち（9月1日、MOODYZ）他多数出演
- 中出し全集 第七巻（9月13日、桃太郎映像出版）他出演:早川優、加藤リカ
- 癒してアゲル（9月20日、アイルビークリエイト）他出演:長瀬愛、相原まい、水木彩
- 挑発痴女スペシャル（10月16日、アクア）他出演:松下純香、七海りあ

2003年
- 脚線美 4（2月13日、隼エージェンシー）他出演:原西美由、相馬美雨、松島やや
- 青姦天国（3月1日、MOODYZ）他多数出演
- ブルマ 体操服 スクール水着 BEST（5月15日、MOODYZ）他多数出演
- ラブフェチズム Deluxe（5月23日、デジタルドリーム）他多数出演
- AV IDOL（6月22日、プリティ）他出演:長瀬愛、堤さやか、うさみ恭香、雪野あいか、澤宮有希
- プレミアム 結城杏奈（9月1日、マルクス兄弟）
- 淫乱A級女優を嬲り責め!（10月22日、春風企画）他10名出演
- 裏XXX3枚組BOX（11月21日、エイジーエイ）他出演:三浦あやの、椎名真希

2004年
- 綺麗な人妻を犯しませんか 結城杏奈（3月12日、隼エージェンシー）
- 女だけのサドマゾミーティング 2004 Spring Session（3月18日、ディープス）共演:飛室イヴ、君島麻衣子、二宮早樹
- ヴァーチャルソープテクニック 結城杏奈（4月1日、ワンズファクトリー）
- 爆乳巨乳美乳20年史 Deluxe 2 秋元ともみ 御藤静 庄司みゆき 冴島奈緒 ほか（7月9日、メディアバンク DAJ-040）全15名

2005年
- 綺麗な人妻たちを犯したい4（1月15日、隼エージェンシー）他出演:森本みう、神崎優、友田真希、友崎亜希、真中瞳、矢崎茜、君島美香子
- メイドCOLLECTION 4時間（6月24日、TMA）他16名出演
- LOTION PARADISE（7月1日、ワンズファクトリー）他出演:乃亜、深芳野、葉山美湖、萩原めぐ、及川奈央、宝来みゆき、Kay.
- 超変態・露出っ娘。 2（11月1日、麒麟堂 DNT-2）他出演:水野里香、後藤美希、桃香、小夏まい、早乙女つくし

発売日不明
- パンティーハンター. （帝国映像）
- ナンパハメ撮り（Tコンテンツ）
- 美少女監禁性奴隷（帝国映像）他出演:長瀬愛、楠木さやか、水野あい、松島千秋